# 内藤康行
内藤 康行（ないとう やすゆき）は、戦国時代の武将。後北条氏の家臣。津久井城主。

## 生涯
相模内藤家は相模国津久井領の国衆で、北条家へ従属後も津久井城主と立場を認められ、後に譜代家臣と化した。
康行は氏康から偏諱を受けており、氏康と同年代か少し年少と思われ、天文5年（1536年）から活動が確認されており、津久井城代・津久井衆寄親を務めた。
『小田原衆所領役帳』によれば康行の所領は1,400貫文余りであり、そのうち甲斐国との国境に近い奥三保は小山田家との半手となっていた。
天正8年（1580年）には明確に養子の綱秀が内藤家の当主となっており、それまでには家督を譲っていたものと思われる。

## 参考資料
- 黒田基樹『戦国関東覇権史 北条氏康の家臣団』KADOKAWA〈角川ソフィア文庫〉、2021年。ISBN 978-4-04-400668-6。
- 黒田基樹『国衆』平凡社〈平凡社新書〉、2022年。ISBN 978-4-582-86003-0。
- 丸島和洋『戦国大名の外交』講談社〈講談社学術文庫〉、2025年。ISBN 978-4-06-539478-6。